# The Fear
"The Fear" to piosenka electropop stworzona przez Lily Allen i Grega Kurstina na drugi album studyjny Allen, It’s Not Me, It’s You (2009). Wyprodukowany przez Kurstina, utwór wydany został jako główny singel promujący krążek dnia 5 grudnia 2008 w Europie oraz 26 stycznia 2009 w Wielkiej Brytanii.

## Informacje o singlu
Utwór opowiada o lęku wokalistki przed światową powierzchownością, miejscach i sytuacjach, w których wszystko jej sponsorowane oraz zagrożeniach związanych z byciem sławnym. Styl muzyczny kompozycji różni się od melodii zawartych na poprzednim krążku wydanym przez artystkę, który utrzymany był w brzmieniach ska, zaś "The Fear" stworzony został w tonie electropopu.
Singel oficjalnie ukazał się dnia 5 grudnia 2008 w systemie digital download w europejskich wersjach iTunes Store natomiast 9 grudnia 2008 w amerykańskiej edycji. W Wielkiej Brytanii utwór pojawił się w sprzedaży miesiąc później 26 stycznia 2009. Sama kompozycja miała premierę w kwietniu 2008 roku za pośrednictwem oficjalnej witryny MySpace piosenkarki. Po raz pierwszy Allen zaprezentowała "The Fear" na antenie radia BBC Radio 1 w audycji The Scott Mills Show dnia 1 grudnia 2008. Utwór stał się oficjalnym, głównym singlem promującym wydawnictwo It’s Not Me, It’s You, choć początkowo pierwszą kompozycją prezentującą album miała być piosenka "Everyone's at It".

## Wydanie singla
W Wielkiej Brytanii singel zadebiutował na notowaniu UK Singles Chart pozycji #168 tydzień przed oficjalną premierą singla w formacie digital download. Tydzień później kompozycja zanotowała wysoki awans o ponad sto miejsc zajmując szczyt zestawienia. "The Fear" spędził na pozycji #1 cztery tygodnie stając się najpopularniejszym singlem wydanym przez Allen w tymże kraju. Piosenka została odznaczona przez brytyjski koncern muzyczny złotą płytą za sprzedaż przekraczającą 400.000 egzemplarzy. W Irlandii utwór zadebiutował na miejscu #39, siedem tygodni później zajmując szczytową pozycję #5. Singel spędził sześć tygodni w Top 10 oficjalnego irlandzkiego zestawienia, spędzając na liście w sumie dwadzieścia jeden tygodni. Na pozostałych europejskich notowaniach "The Fear" zajmował miejsca głównie w Top 20 oficjalnych list przebojów.
W Kanadzie kompozycja zanotowała debiut na pozycji #57, by miesiąc później znaleźć się na szczytowym miejscu #33. Jest to do tej pory najwyższej notowany singel artystki wydany w tymże kraju spędzając w zestawieniu Canadian Hot 100 w sumie czternaście tygodni. W Stanach Zjednoczonych kompozycja nie zyskała sukcesu, debiutując na pozycji #91, by sześć tygodni od debiutu zająć najwyższe miejsce #80. Na notowaniu Billboard Hot 100 kompozycja spędziła w sumie dziesięć tygodni.

## Teledysk
Teledysk do singla nagrywany był we Wrest Park, w Bedfordshire, w Anglii i reżyserowany przez Nez. Klip miał premierę dnia 4 grudnia 2008 na witrynie internetowej YouTube oraz na kanale Channel 4.
Klip rozpoczyna się ujęciem prezentującym wokalistkę śpiewającą w przyczepie kempingowej, przy której rozwieszone są bielizna i pluszowy miś. Następnie wychodzi, by ponownie wrócić do domku, który zmienia się z przyczepy w luksusowy pałac. Allen przechadza się po bogato wystrojonych wnętrzach, gdy niespodziewanie zatrzymuje się w pokoju z wielkimi kartonami oraz lustrem. Po zabawie w pomieszczeniu, Lily udaje się do ogrodu w którym znajdują się wielu tańczących służących, balony oraz konfetti. Finalne ujęcie ukazuje pałac z daleka, który owinięty jest wielką kokardą.

## Listy utworów i formaty singla
Międzynarodowy singel digital download
1. "The Fear" — 3:26
2. "Fag Hag" — 2:57
3. "Kabul Shit" — 3:45
4. "Fuck You" — 3:40

Brytyjski/Australijski CD singel
1. "The Fear" — 3:26
2. "Fag Hag" — 2:57

Międzynarodowy 7" vinyl singel
A. "The Fear" — 3:26
B. "Kabul Shit" — 3:45
Promocyjny CD remix singel
1. "The Fear" (Original Mix) — 3:26
2. "The Fear" (StoneBridge Radio Edit) — 3:26
3. "The Fear" (Wideboys Prime Time Radio Edit) — 3:56
4. "The Fear" (Dresden & Johnston Radio Edit) — 3:35

## Pozycje na listach
| Lista przebojów (2009)         | Najwyższa pozycja |
| ------------------------------ | ----------------- |
| Austria Singles Chart          | 20                |
| Australia ARIA Singles Chart   | 3                 |
| Belgia Singles Chart           | 6                 |
| Dania Top 40 Singles Chart     | 20                |
| Finlandia Singles Top 20 Chart | 16                |
| Francja Singles Chart          | 15                |
| Holandia Top 40 Chart          | 29                |
| Irlandia Singles Chart         | 5                 |
| Kanada Billboard Hot 100       | 33                |
| Niemcy Singles Chart           | 12                |

| Lista przebojów (2009)            | Najwyższa pozycja |
| --------------------------------- | ----------------- |
| Nowa Zelandia RIANZ Singles Chart | 14                |
| Szwajcaria Singles Chart          | 14                |
| Szwecja Singles Top 60 Chart      | 30                |
| UK Singles Chart                  | 1                 |
| USA Billboard Hot 100             | 80                |
| USA Billboard Pop 100             | 54                |
| USA Billboard Hot Dance Club Play | 1                 |
| United World Chart                | 14                |